# Банлунг
Банлунг (кхмер. ក្រុងបានលុង) — місто у Камбоджі, адміністративний центр провінції Ратанакірі.

## Географія
Банлунг розташований на північному сході країни, лежить на північ від Лумпхата.

### Клімат
Місто знаходиться у зоні, котра характеризується кліматом тропічних саван. Найтепліший місяць — квітень із середньою температурою 28.3 °C (82.9 °F). Найхолодніший місяць — січень, із середньою температурою 23 °С (73.4 °F).
| Клімат Банлунга         | Клімат Банлунга | Клімат Банлунга | Клімат Банлунга | Клімат Банлунга | Клімат Банлунга | Клімат Банлунга | Клімат Банлунга | Клімат Банлунга | Клімат Банлунга | Клімат Банлунга | Клімат Банлунга | Клімат Банлунга | Клімат Банлунга |
| Показник                | Січ.            | Лют.            | Бер.            | Квіт.           | Трав.           | Черв.           | Лип.            | Серп.           | Вер.            | Жовт.           | Лист.           | Груд.           | Рік             |
| Середня температура, °C | 23              | 25              | 27              | 28,3            | 27,7            | 27              | 26,6            | 26,6            | 26,1            | 25,7            | 24,6            | 23,2            | 25,9            |
| Норма опадів, мм        | 14.4            | 12.4            | 25.3            | 67.8            | 178.5           | 254.8           | 286.6           | 308.7           | 305.6           | 242.1           | 134.4           | 48.1            | 1878.7          |
| Днів з опадами          | 3,4             | 2,9             | 4               | 8               | 15,7            | 20,8            | 21,2            | 23,9            | 19,3            | 16,2            | 7,2             | 4,8             | 147,4           |
| Вологість повітря, %    | 72.9            | 68.5            | 66.9            | 69.6            | 77.3            | 79.3            | 78.3            | 79.5            | 83.6            | 83.4            | 81.3            | 77.9            | 76.5            |
| ----------------------- | --------------- | --------------- | --------------- | --------------- | --------------- | --------------- | --------------- | --------------- | --------------- | --------------- | --------------- | --------------- | --------------- |
| Джерело: Weatherbase    |                 |                 |                 |                 |                 |                 |                 |                 |                 |                 |                 |                 |                 |